# Mädan

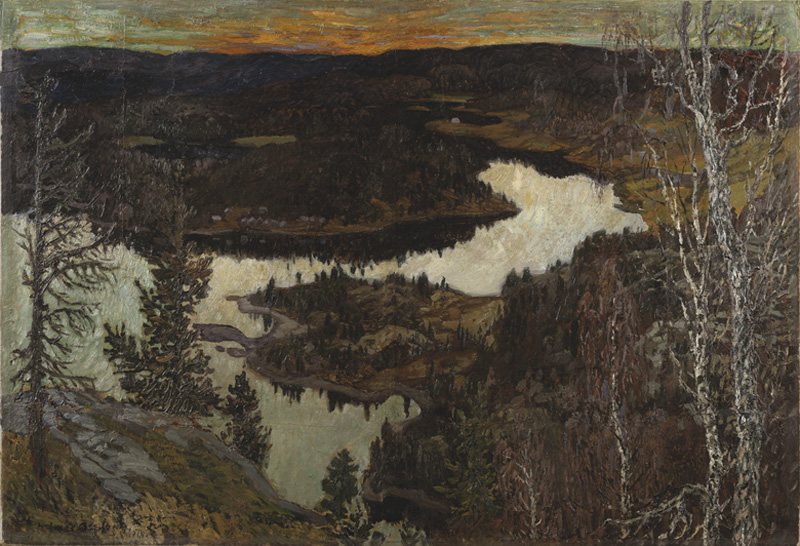
Höstafton, Nordingrå. Helmer Osslund. Utsikt från Rödklitten.

Mädan är en by som ligger några kilometer söder om tätorten Nordingrå i Kramfors kommun. Byn ligger i anslutning till Gaviksfjärden och Vågsfjärden. Den del av byn som ligger vid Gaviksfjärden står som motiv i konstnären Helmer Osslunds verk Höstafton, Nordingrå, vilken är målad från fornborgen Rödklitten.